# 裕丰街站
裕丰街站位于中华人民共和国江西省南昌市红谷滩区杨岐山大道与创新路交叉口北侧，是南昌地铁4号线的地铁车站，本站于2021年12月26日和4号线一同启用。

## 车站结构
车站为高架三层岛式车站:54。

### 楼层
| 3层 |                    | █ 4号线 往白马山（终点站） |  |  |
|     | 岛式站台，左侧开门 |                            |  |  |
|     |                    | █ 4号线 往鱼尾洲（璜溪）   |  |  |
| 2层 | 站厅               | 自动售票机、客服中心       |  |  |
| 1层 | 地面               | 出入口                     |  |  |

### 出入口
| 编号                   | 指示           | 图片 | 建议前往的目的地                |
| ---------------------- | -------------- | ---- | ------------------------------- |
| 出口 · 1L              | 杨岐山大道东侧 |      | 新力城二期、创新路、新力城一期  |
| 出口 · 2L              | 杨岐山大道东侧 |      | 新力城二期、新力·钰珑湾、裕丰街 |
| 出口 · 3L · 升降机标志 | 杨岐山大道西侧 |      |                                 |
| 註： 設有              |                |      |                                 |

## 历史
- 2016年6月8日，江西省环境保护厅发布了《南昌市轨道交通4号线一期工程拟受理情况的公示》[3]，并公布了《南昌市轨道交通4号线一期工程环境影响报告书（全文公示稿）》，由此得知本站工程名为创新路站[2]。
- 2017年2月8日，南昌轨道交通集团有限公司公布了《2、3号线站点更名及4号线命名方案获批》，由此得知本站正式站名为裕丰街站[4]。